# El Soler de Gramoneda
El Soler de Gramoneda és una masia situada al municipi de Navès, a la comarca catalana del Solsonès. Molt a prop es pot trobar l'església de Sant Miquel del Soler de Gramoneda (IPA:17401).